# Severo de Antioquia
Severo de Antioquia, Patriarca de Antioquia entre 512 e 518, nascido por volta de 465 em Sozópolis, na Pisídia, era, por berço e educação, um pagão. Ele foi batizado no santuário do mártir cristão Leôncio, na cidade de Trípoli, na Fenícia.

## Vida

### Monge
Após o seu batismo, Severo assumiu a vida monástica em um mosteiro perto de Gaza, o mesmo para onde posteriormente foram exilados os bispos Timóteo Eluro (de Alexandria) e Pedro de Ibéria, ambos ferozes ortodoxos orientais e que deixaram para trás uma "famosa memória". Lá, Severo discutiu com um tal Nefálio sobre a questão das naturezas de Cristo e acabou sendo expulso por suas crenças monofisistas (uma natureza única, sem distinção entre o "divino" e o "terreno"). 
Severo então foi acusado de ter causado uma enorme batalha religiosa entre a população de Alexandria, o que resultou em derramamento de sangue . Para escapar a punição, ele fugiu para Constantinopla juntamente com um bando de duzentos monges ortodoxos orientais. O imperador Anastácio I Dicoro, que tinha sucedido Zenão em 491, era um ortodoxo oriental confesso e recebeu Severo com honras. Sua presença iniciou um período de conflitos também na capital imperial entre grupos de monges rivais, que só terminaram em 511 com a humilhação de Anastácio, triunfo temporário de Macedônio II e o revés da causa não calcedônia .

### Patriarca de Antioquia
Naquele mesmo ano, Anastácio despachou Severo para ocupar a então vaga cadeira de Patriarca de Antioquia, anteriormente ocupada por Flaviano II, deposto no ano anterior por um sínodo ortodoxo oriental realizado em Sidom e no mesmo dia em que foi entronado, solenemente pronunciou em sua Igreja um anátema sobre Calcedônia e aceitou o Henótico, que ele tinha anteriormente recusado (veja Concílio de Tiro). Ele tentou fazer com que o patriarca de Jerusalém, Elias I, o reconhecesse, sem sucesso. Em 513, Severo conseguiu que o imperador o depusesse e o exilasse para Aila, uma cidade às margens do Mar Vermelho.
Ele também recolocou o nome de Pedro Mongo como Patriarca de Alexandria (depois de morto) e entrou em comunhão com os demais prelados ortodoxos orientais, Timóteo I de Constantinopla e João II (III) de Alexandria. Além disso, ele recebeu em comunhão também Pedro de Ibéria e outros renomados líderes dos acéfalos. A ortodoxia oriental parecia agora estar triunfando por todo o mundo cristão. Orgulhoso de sua dignidade patriarcal e ciente da proteção do imperador, Severo enviou cartas para seus prelados anunciando a sua elevação e demandando comunhão. Nelas, anatemizou todos os calcedônios e todos os que mantinham a crença nas duas naturezas. Ainda que muitos o rejeitassem, o não calcedonianismo estava em plena ascensão no oriente e Severo foi merecidamente considerado como o seu "campeão" . As cartas trocadas entre João de Alexandria e Severo, que são os mais antigos exemplos de comunicação entre as sedes episcopais ortodoxas orientais de Alexandria e Antioquia que chegaram até nossos dias.

### Alexandria e últimos anos
O triunfo de Severo foi, porém, curto e o seu Patriarcado não sobreviveu à morte do imperador. Anastácio foi sucedido em 518 por Justino I, que era um calcedônio. Os prelados não-calcedônios (miafisistas) foram trocados por toda parte por sucessores diofisistas, sendo Severo um dos primeiros a cair (no Concílio de Constantinopla (518)). Tendo sua prisão decretada, ele fugiu em setembro de 518 para Alexandria  e Paulo I foi eleito seu sucessor. Severo e suas doutrinas foram anatemizadas em diversos concílios, enquanto em Alexandria ele foi alegremente recebido pelo Patriarca Timóteo III (IV) como um campeão no que eles consideravam como a fé ortodoxa contra as corrupções do nestorianismo. Alexandria então se tornou um refúgio para os ortodoxos orientais de todos os tipos, logo se tornando muito numerosos para uma intervenção imperial. Porém, mesmo dentro dos ortodoxos orientais havia ferozes controvérsias sobre sutilezas da cristologia. Um grupo era chamado de aftartodócetas (aphthartodocetae) e "fantasiastas" (phantasiastae). Severo e seus aderentes, de "ftartólatras" (phthartolatrae) ou "corruptícolas" (corrupticolae), e  "ctistólatras" (ktistolatrae). 
Após alguns anos no Egito, dispendidos em contínua atividade literária e polêmica, Severo foi inesperadamente convocado até Constantinopla pelo sucessor de Justino, Justiniano I, cuja consorte, Teodora, era favorável à causa de Severo. O imperador estava cansado do alvoroço causado pelas prolongadas discussões e fora informado que Severo, líder dos não calcedônios, era peça chave para a obtenção da unidade. Neste momento, em 535, Ântimo fora também recentemente apontado como Patriarca de Constantinopla por influência de Teodora. Ele era não-calcedônio e logo se juntou à causa de Severo e seus associados (Pedro de Apameia e Zoaras) no sentido de conseguir que o monofisismo fosse reconhecido como a fé imperial. A introdução dos ortodoxos orientais atirou novamente a capital em grandes distúrbios . Eventualmente, por insistência do Papa Agapito I, que estava na capital por motivos políticos, os não-calcedônios Ântimo (Constantinopla) e Timóteo (Alexandria) foram depostos. 

#### Sínodo em Constantinopla
Patriarca Menas, que sucedeu Ântimo, convocou um sínodo em maio-junho de 536 para lidar com a questão calcedônia. Severo e seus dois companheiros foram então expulsos "como lobos" e novamente anatemizados . A sentença foi ratificada por Justiniano e os escritos de Severo foram proscritos, com a pena de perda da mão direita para os que não os atirassem ao fogo . Severo retornou ao Egito, de onde parece que nunca mais saiu. A data de sua morte é citada como sendo 538, 539 ou 542.. De acordo com João de Éfeso, ele morreu no deserto do Egito.

## Obras e teologia
Ele foi um escritor muito prolífico, mas atualmente possuímos pouco mais que fragmentos. Um relato de um deles, até onde se pode identificar, é dado por William Cave e Fabricius . Um número maior de textos existe apenas em siríaco, cuja melhor fonte é o catálogo do Museu Britânico.

## Influências
Severo teve sucesso em seu grande objetivo de unificar os não calcedônios em um corpo único com um credo claramente formulado. Pois, apesar das numerosas subdivisões dos não calcedônios, ele foi, nas palavras de Doner "estritamente falando, um líder científico do grupo mais coeso do partido" e considerado como tal pelos não calcedônios e seus oponentes. Ele era o principal alvo do ataque na longa e feroz disputa com os calcedônios, por quem ele sempre nomeado como o autor e líder do não calcedonianismo.
| Precedido por Flaviano II | Patriarca de Antioquia (grego) 512–518 | Sucedido por Paulo, o Judeu |
| Precedido por Flaviano II | Patriarca de Antioquia (sírio) 512–538 | Sucedido por Sérgio de Tela |